# The Happy Moog
The Happy Moog es el noveno álbum de Jean-Jacques Perrey y el octavo álbum de Harry Breuer, publicado en 1969. Fue el último álbum que Perrey grabó en Estados Unidos, antes de regresar a Francia en 1970, donde grabó su siguiente álbum titulado Moog Indigo. The Happy Moog fue grabado en los estudios de Caroll Instrument Rental Company en la ciudad de Nueva York.

## Carátula
La carátula muestra a un Moog blanco con una sonrisa, haciendo referencia al título del álbum que en español significa El Moog Feliz. Se encuentra en un fondo rojo, mientras que en la parte superior hay un fondo negro que muestra un texto que dice el nombre del álbum.

## Lista de canciones
| Número | Título                  | Artistas                                       | Duración |
| ------ | ----------------------- | ---------------------------------------------- | -------- |
| 1      | Space Express           | Harry Breuer, Pat Prilly y Gary Carol          | 2:20     |
| 2      | Short Circuit           | Harry Breuer, Pat Prilly y Gary Carol          | 2:14     |
| 3      | París 2079              | Jean-Jacques Perrey, Harry Breuer y Gary Carol | 1:56     |
| 4      | In a Latin Moog         | Harry Breuer, Pat Prilly y Gary Carol          | 2:29     |
| 5      | Moog Foo Young          | Jean-Jacques Perrey, Harry Breuer y Gary Carol | 2:22     |
| 6      | Re-Entry to the Moon    | Jean-Jacques Perrey, Harry Breuer y Gary Carol | 2:40     |
| 7      | Saturn Ski Jump         | Jean-Jacques Perrey, Harry Breuer y Gary Carol | 2:05     |
| 8      | In a Happy Moog         | Jean-Jacques Perrey, Harry Breuer y Gary Carol | 2:19     |
| 9      | Blast-Off Country Style | Jean-Jacques Perrey, Harry Breuer y Gary Carol | 2:06     |
| 10     | March of the Martians   | Harry Breuer, Pat Prilly y Gary Carol          | 2:05     |

## Versiones
Una parte de la canción "In a latin moog" está basada en la canción "Brazilian Flower" del álbum The Amazing New Electronic Pop Sound of Jean-Jacques Perrey.

## Uso de sus canciones
La última canción del disco, "March of the Martians", fue usada en la intro del programa Hilarious House of Frightenstein.